# 11547 Griesser
11547 Griesser este un asteroid din centura principală de asteroizi.

## Descriere
11547 Griesser este un asteroid din centura principală de asteroizi. A fost descoperit pe 31 octombrie 1992 la Tautenburg de Freimut Börngen. Asteroidul prezintă o orbită caracterizată de o semiaxă mare de 2,34 ua, o excentricitate de 0,22 și o înclinație de 2,0° în raport cu ecliptica.